# Letiště Narsarsuaq
Letiště Narsarsuaq (grónština: Mittarfik Narsarsuaq; IATA: UAK; ICAO: BGMW) je mezinárodní letiště nacházející se v Narsarsuaqu, malé osadě nacházející se v grónském kraji Kujalleq. Spolu s letištěm Kangerlussuaq jde o jedno ze dvou letišť v zemi, kde dokážou přistát velké dopravní letouny. Jde také o jediné mezinárodní letiště v jižním Grónsku.
Letiště slouží hlavně jako přestupný bod pro spojení do Qaqortoqu a Nanortaliku. Mělo by být uzavřeno v roce 2025, kdy by se mělo otevřít letiště Qaqortoq.

## Historie

### Druhá světová válka (1941–1945)

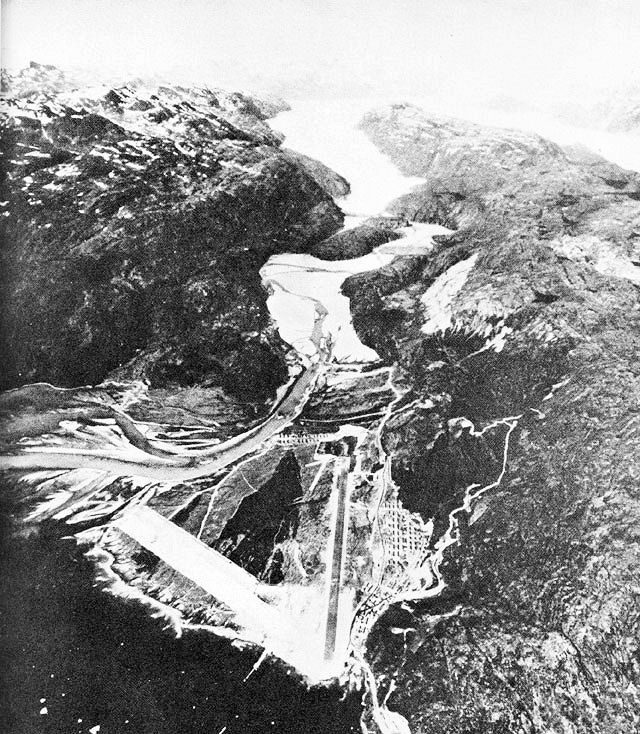
Pohled na leteckou základnu Bluie West One (červen 1942)

Letiště bylo vybudováno Spojenými státy během druhé světové války jako letecká základna. Výstavba byla započata 6. července 1941 a první letoun zde přistál v 24. ledna 1942.
Komplex byl kódově označen jako Bluie West One a byl základnou pro létající čluny a obojživelné letouny PBY Catalina a bombardéry B-25 Mitchell, které měly za úkol doprovázet spojenecké konvoje a sledovat a ničit německé ponorky. Sehrál klíčovou roli v Operaci Bolero, jejímž cílem bylo shromáždit ve Spojeném království americké vojáky pro operace Roundup a Sledgehammer.
Dne 6. července 1942 ztroskotala jihozápadně od základny ve fjordu Tunulliarfik zásobovací loď SS Montrose při plavbě z Ivittuutu do Narsarsuaqu poté, co narazila na ponořenou skálu. Její vrak se později stal navigačním bodem pro piloty.
V roce 1943 byla dokončena vojenská nemocnice s 250 lůžky. Ve stejném roce se na základně nacházelo zhruba 5500 vojáků.
Odhaduje se, že během války v Narsarsuaqu přistálo až 10 000 letadel.

### Po válce (1946–1999)

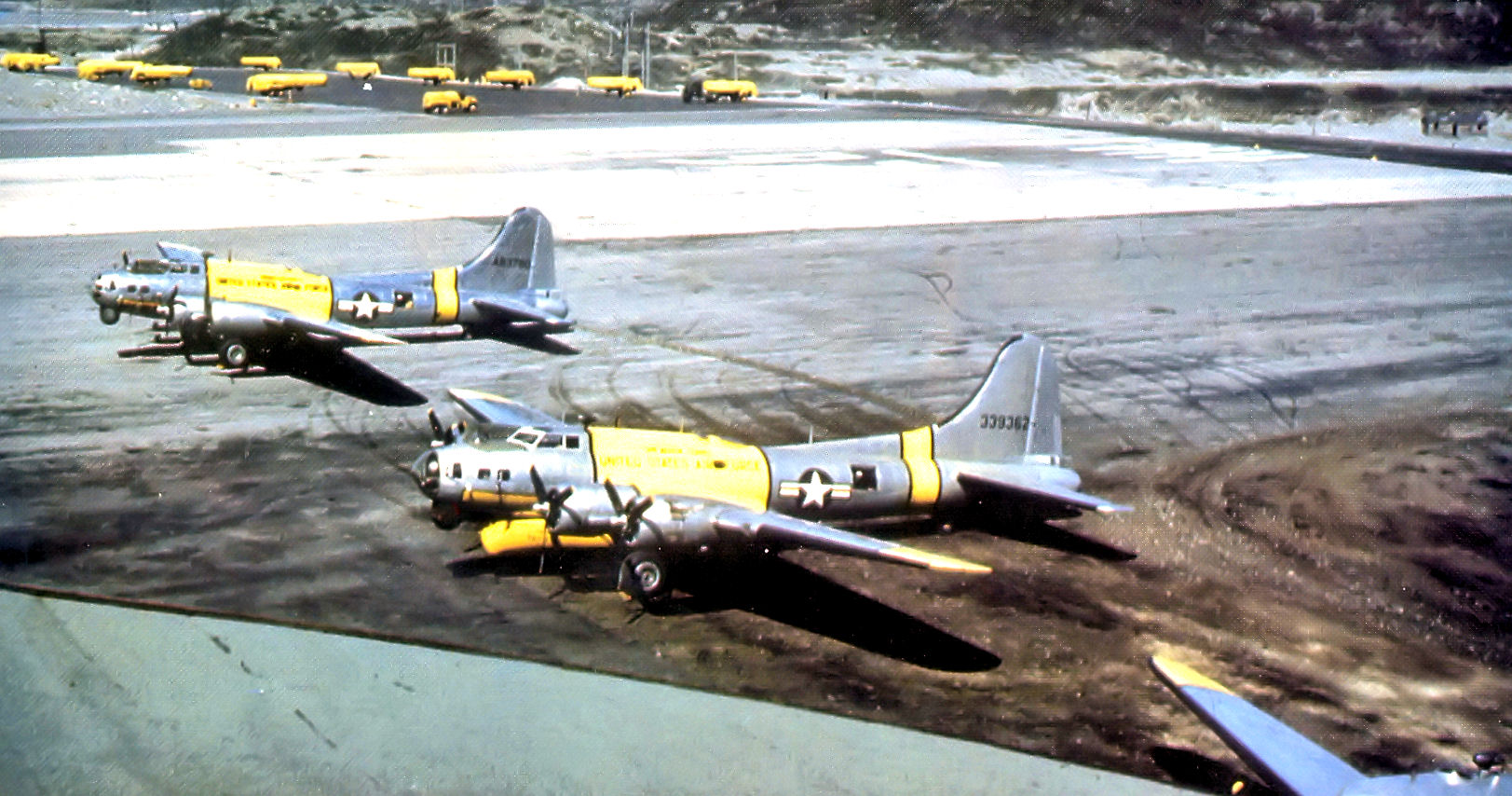
51. záchranná letka Spojených států (50. léta 20. století)

Od 1. ledna 1988 je letiště pod správou Grónské letecké správy.

#### Vojenská činnost
V roce 1947 přistálo na základně první letadlo dánského letectva, kterým bylo PBY Catalina. 27. dubna 1951 podepsaly Spojené státy a Dánsko podepsaly Dohodu týkající se obrany Grónska (The Agreement related to the defense of Greenland), ve které se obě země dohodly na sdílení základny mezi sebou. Následujícího roku tak Dánsko na letišti umístilo letku Airgroup West, která se skládala z letounů PBY Catalina.
Letectvo Spojených států opustilo základnu v listopadu 1958, což způsobilo její uzavření.

#### Pozorování ledu
V lednu 1959 se 65 kilometrů od nejjižnějšího bodu Grónska v důsledku srážky s ledovcem potopila dánská loď MS Hans Hedtoft, přičemž její vrak ani 95 lidí na palubě nikdy nebylo nalezeno. Kvůli tomu se Dánsko rozhodlo letiště Narsarsuaq znovuotevřít. Od 1959 byly na letišti umístěny tři letouny PBY Catalina, které měly za úkol provádět pozorování ledu u grónského pobřeží, přičemž se sledoval jeho rozsah a hustota. Jejich výsledky byly poté vysílány lodím v oblasti.
Později byla vojenská letadla nahrazena těmi pronajatými dánskou vládou od Grønlandsfly. V roce 1976 uzavřela se společností zakázku, a tak společnost začala provádět pozorování sama. Používala k tomu speciálně vybavené letouny Twin Otter, které mohly přistát i na ledě a sněhu. Ve stejné době se stejný typ letounů používal k zásobování čtyř amerických radarových stanic systému DEW (Distant Early Warning Line).
V současné době jsou pozorování ledu stále provozována, ale nyní s vrtulníky Eurocopter AS350.

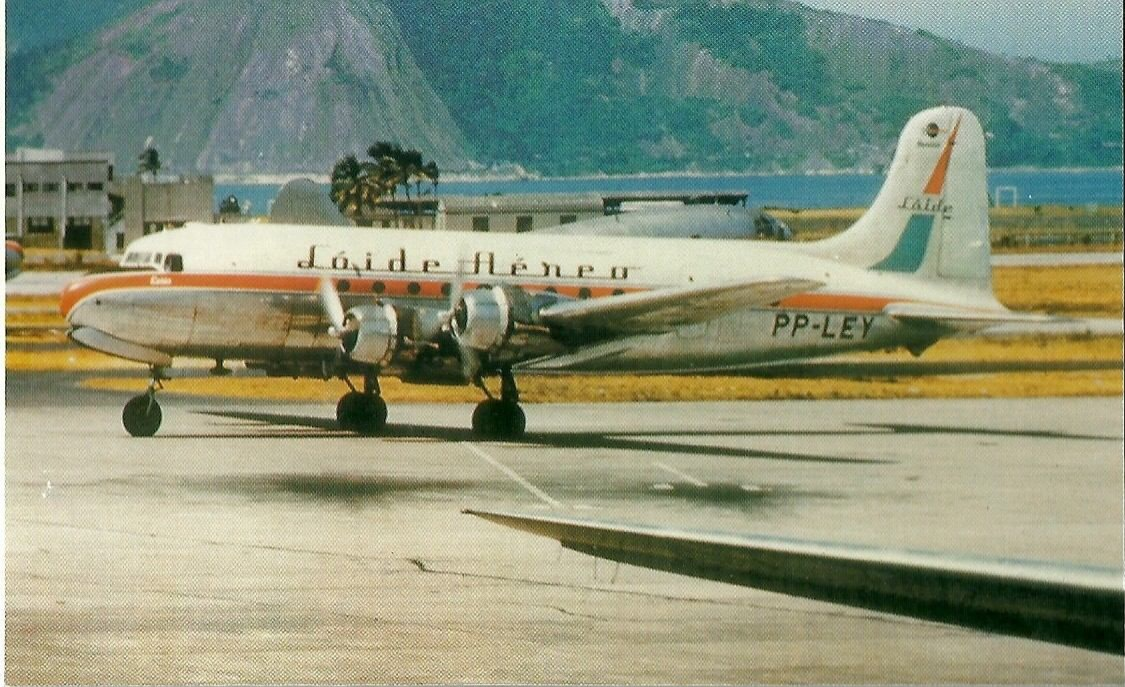
Douglas DC-4

#### Civilní provoz
V roce 1949 na letišti začaly létat první dopravní letouny Douglas DC-4 od společností Scandinavian Airlines System (SAS) a Icelandair, což znamenalo znamenalo začátek civilního provozu.
V roce 1960 byla založena aerolinie Air Greenland (dříve Grønlandsfly), která začala na letišti provozovat lety se Sikorsky S-55 a DC-4. Od roku 1962 začala společnost používat i PBY Cataliny a Twin Ottery.
V 60. a 70. letech bylo letiště obsluhováno letadly Douglas DC-6 od společností Air Greenland a SAS a Boeing 727 od Icelandair. Během 80. let začalo SAS provozovat lety s modelem Douglas DC-8, zatímco Air Greenland začal používat Dash-7. V roce 1986 otevřel Air Greenland ve spolupráci s Icelandair linku Narsarsuaq–Keflaví–-Kodaň, která se stala pro linku Kodaň–Kangerlussuq–Kodaň od SAS (jenž měl v tu dobu dominantní tržní podíl) velkou konkurencí. O dva roky později se na ní začal používat islandský Boeing 727, který létal až dvakrát týdně.

### 21. století (2000–současnost)
Letiště sloužilo jako regionální uzlové letiště společnosti Air Greenland do pozdních nultých let 21. století, kdy obtížná ekonomická situace donutila několikrát aerolinii k navýšení nízkých sezónních cen. V roce 2009 oznámila aerolinie prodej Kunuunnaguaqu (Boeing 757-200) a nákup dvou letounů Dash-8 20, přičemž jeden z nich měl sloužit na nové lince mezi Narsarsuaq-–Keflavík. Ta však byla uzavřena ještě předtím, než mohly být uskutečněny první lety, což navýšilo v komunitách jižního Grónska nespokojenost. Jedním z důvodů byl fakt, že poptávka od místních obyvatel po přímém spojení na Island se nijak neprojevila na počtu prodaných letenek.
Když 26. dubna 2010 prodalo Air Greenland svůj Boeing, zůstával celý kraj Kujalleq a jižní Grónsko bez vyhlídek na přímý spoj do kontinentální Evropy. Velká recese a přerušení leteckého provozu po erupci Eyjafjallajökullu v roce 2010 přispěly k nižší poptávce od cestujících, což spolu s konkurencí od Icelandair učinilo plánovaný přímý spoj na Island ztrátovým. To přímo snížilo leteckou dopravu v celém jižním Grónsku.

### Budoucnost

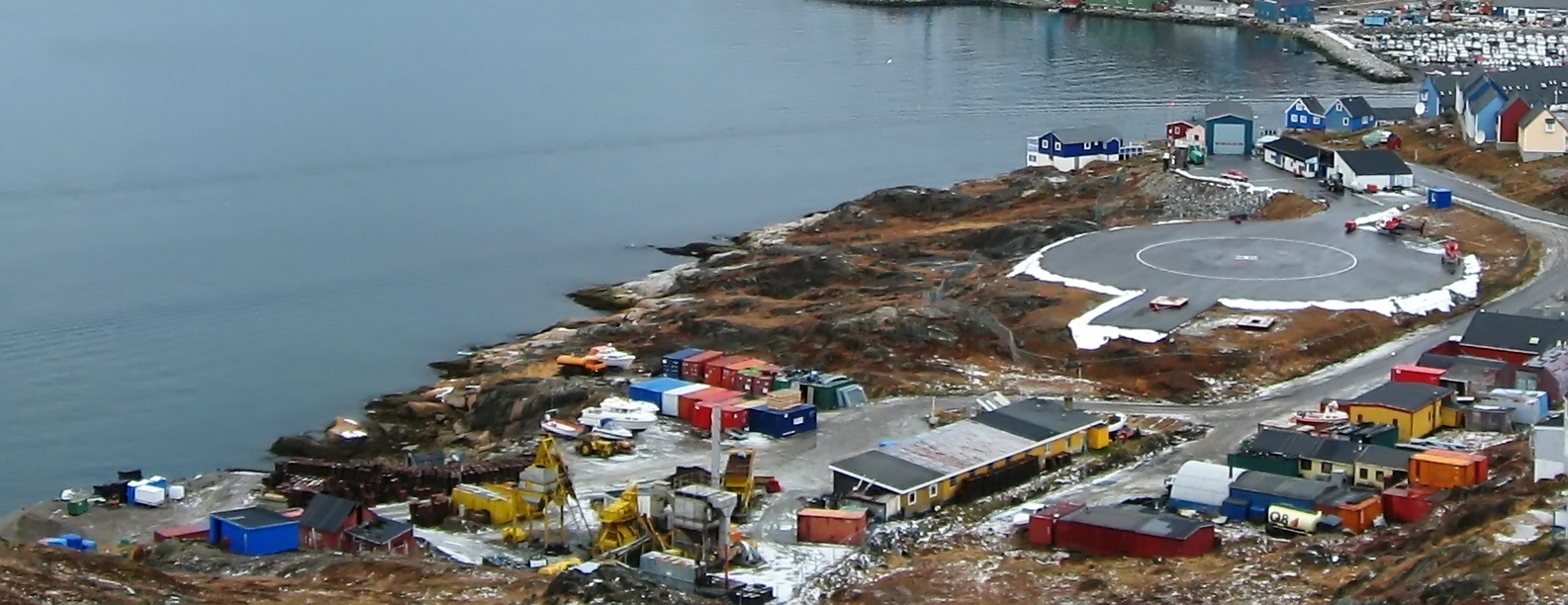
Heliport Qaqortoq. V současné době je nahrazován letištěm.

Momentálně je probíhá výstavba letiště Qaqortoq, které by se mělo otevřít v roce 2025. Kvůli tomu začala vláda Grónska pro letiště Narsarsuaq zvažovat tři scénáře, přičemž ve všech třech by přestalo být uzlovým letištěm:
1. Zachovat letiště. Výsledkem by byl deficit 174 milionů dánských korun.
2. Zkrátit délku ranveje na 799 metrů. Vznikl by deficit 28 milionů.
3. Přestavět letiště pouze na heliport. Díky tomu by se ušetřilo až 47 milionů.

V roce 2022 padlo rozhodnutí pro třetí možnost, protože byla nejekonomičtější. Letouny létající přes Atlantský oceán budou tak muset pro načerpání nového paliva používat jiné letiště. Narsarsuaq zůstane stále obydlen, přestože ztráta letiště se už podepsala na počtu obyvatel. Odhaduje se, že po jeho uzavření zůstane v osadě jen 21 občanů.

## Infrastruktura

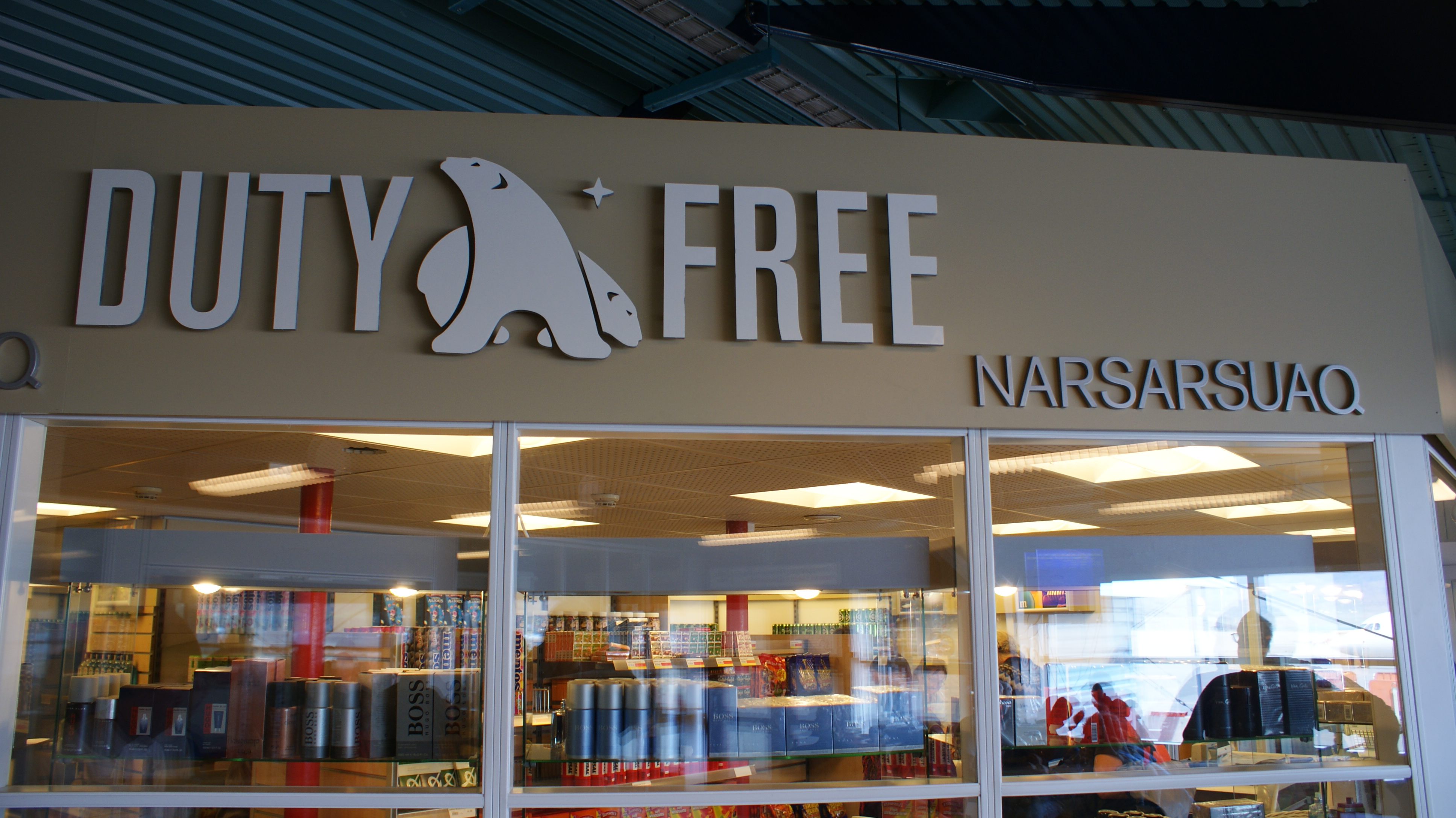
Duty-free shop na letišti

Letiště je vybaveno vlastní elektrárnou, přístavem a dílnami.

### Ranveje
Letiště má jednu betonovou přistávací dráhu dlouhou 1830 metrů a širokou 45 metrů. Jde o jednu z mála v Grónsku, na kterých mohou přistát dopravní letouny.

### Terminál
V terminálu se nachází jednoduchá jídelna, duty-free shop s názvem Nanoq a malá turistická kancelář, která pomáhá na letišti koordinovat aktivity spojené s všeobecným letectvím.

## Aerolinie a destinace
(Aktualizováno 25. března 2024.)
| Letecká společnost | Destinace | Destinace                                                                 |
| ------------------ | --------- | ------------------------------------------------------------------------- |
| Air Greenland      | Grónsko   | Kangerlussuaq · Narsaq · Nuuk · Paamiut · Qaqortoq \| sezónně: Nanortalik |
| Air Greenland      | Dánsko    | Sezónně: Kodaň                                                            |
| Icelandair         | Island    | Sezónně: Reykjavík                                                        |

## Nehody
- 13. května 1957 narazil nákladní letoun DC-4 od US Overseas Airlines během přiblížení k Narsarsuaqu do ledovce. Dva ze tří lidí na palubě zahynuli.[22]
- 5. srpna 2001 se během přiblížení k Narsarsuaqu zřítil nákladní letoun Dassault Falcon 20C od Naske Air. Původně měl v plánu na letišti přistát a doplnit palivo. Zahynuli všichni tři lidé na palubě, včetně jednoho cestujícího.[23]